# Armand Gagné
Armand Gagné, född 1771, död 1792, var adoptivson till kung Ludvig XVI av Frankrike och drottning Marie Antoinette.
Armand Gagné var föräldralös, och han och hans tre äldre syskon togs om hand av hans fattiga farmor. År 1776 blev den femåriga Gagné nästan påkörd av Marie Antoinette. Hon blev förtjust i barnet och bestämde sig att ta hand om det. Gagné själv var ovillig, men hans farmor var tacksam av ekonomiska skäl. Han växte upp vid hovet, men levde där under ett slags inkognito, då han informellt var medlem av kungafamiljen men inte var prins och inte spelade någon roll i hovetiketten. Han ska ha blivit mycket bortskämd, och haft ett hett temperament. Vid franska revolutionens utbrott 1789 lämnade han kungafamiljen, eftersom han fått republikanska sympatier. Han blev soldat i revolutionsarmén, och dog i Slaget vid Jemappes 1792.   